# Fabrizio Moro
Fabrizio Moro (polgári nevén Fabrizio Mobrici; Róma, 1975. április 9. –) olasz énekes.

## Pályafutása
Fabrizio Mobrici volt a 2007-es sanremói Dalfesztivál győztese az újoncok kategóriájában. A Pensa (’Gondolj’) című dalával nyert, ami egy maffiaellenes dal. 2008-ban ismét részt vett a fesztiválon, ahol az Eppure mi hai cambiato la vita (’Mégis megváltoztattad az életemet’) című dalát adta elő. 2017-ben Portami via című dalával hetedik lett a Sanremói dalfesztiválon.
Ermal Metaval képviseli Olaszországot a 2018-as Eurovíziós Dalfesztiválon, Lisszabonban, a Non mi avete fatto niente című dallal.

## Diszkográfia

### Albumok
- Fabrizio Moro 2000
- Pensa 2007
- Domani 2008

### Kislemezek
- Per tutta un'altra destinazione – 1996
- Un giorno senza fine – 2000
- Eppure pretendevi di essere chiamata amore – 2004
- Ci vuole un business – 2005
- Pensa – 2007